# Не приближайся к парку
«Не приближайся к парку» (англ. Don't Go Near the Park) — американский независимый фильм ужасов о сверхъестественном, снятый в поджанре сплэттер. Годом выхода ленты является 1979, хотя некоторые авторитетные источники указывают 1981. Это связано с тем, что в первом случае состоялась её премьера на кинофестивале во Франции, а в 1981 году картина была показана в кинотеатрах США.

## Сюжет
После проклятия своей матери, Петранеллы, Трэй и Гэр, сестра и брат, пещерные люди, вынуждены жить необычной жизнью, охотясь на молодых людей, пожирая их внутренности, чтобы сохранить молодость. Природа проклятия позволяет снять его через 12 000 лет — полный цикл зодиака, — после чего один из них двоих должен зачать ребенка, чтобы совершить «девственное жертвоприношение», и таким образом стать бессмертным.
Прошли тысячелетия, на дворе 1965 год, Лос-Анджелес. Трэй и Гэр живы и охотятся на молодых людей в крупнейшем парке Лос-Анджелеса. Как и прежде, они поедают их внутренности, подпитывая этим свои жизненные силы. 12 000-летний цикл подходит к концу, и Гэр планирует зачать ребёнка. Используя имя Марк, он снимает комнату в доме красивой девушки, вскоре женится на ней, и у них рождается дочь Бонди. Марк становится маниакально одержим благополучием Бонди, и это приводит к тому, что через несколько лет брак распадается. На шестнадцатый день рождения Бонди отец дарит ей древний амулет, принадлежавший когда-то его матери.
Через некоторое время Бонди сбегает из дома, ловит попутку и уезжает с тремя парнями-хиппи. Они хотят прямо на ходу в машине изнасиловать девушку, но она с помощью амулета призывает на помощь отца. Фургон, едущий где-то в сельской местности, теряет управление, падает с моста и загорается; однако Бонди успевает выпрыгнуть из машины за секунду до аварии. Девушка забредает в заброшенный дом недалеко от парка, где Трэй, чахнущая от недостатка средств к существованию, живёт в уединении. Бонди конечно же не знает, что Трэй, которая называет себя именем Пэтти, на самом деле её тётя, но женщина сразу понимает, кто эта девушка такая, увидев амулет.
Бонди знакомится с Ником, восьмилетним мальчиком, которого приютила Пэтти и который видит в ней образ бабушки. В том же доме живёт некий молодой человек, которого зовут Ковбой. Бонди изначально в ужасе от гротескной внешности Пэтти, но Ник и Ковбой уверяют, что она безвредна. Ковбой объясняет, что Пэтти надевает плащ, чтобы выглядеть как ведьма и сочиняет небылицу о земле, страдающей от «Проклятия Петранеллы», чтобы держать людей подальше от себя. Тем временем, продавая цветы на улице, Ник знакомится с Тафтом, местным писателем и историком, который становится его другом. Мужчина рассказывает мальчику мрачную историю местного парка, о смертях, которые происходили в нём на протяжении веков, предупреждая Ника не приближаться к этому лесу.
Поздно вечером Ник становится свидетелем того, как Пэтти входит в парк в маске, и следует за ней. Он видит издалека, как она душит, потрошит и съедает внутренности какой-то девушки. Когда Пэтти снимает маску, мальчик видит, что она помолодела. В ужасе Ник бежит обратно в дом, чтобы рассказать об этом Бонди и Ковбою, но находит дом пустым. Тем временем Бонди, которую Пэтти накачала наркотиками, просыпается в пещере рядом с Ковбоем. Там же её ждёт отец, который пытается заставить девушку раздеться догола, чтобы начать ритуал, но вмешивается Пэтти и останавливает его. В результате конфликта в пещере вспыхивает пожар, Пэтти убеждает Бонди проглотить амулет, что она и делает. После этого девушка становится одержимой Петранеллой, принимая её увядший вид. Петранелла оживляет трупы жертв Пэтти и Марка, которые они хранили в пещере, и заставляет их убить и съесть Марка и Пэтти.
После того, как дух Петранеллы покидает тело Бонди, она и Ковбой убегают и находят Ника в одном из тоннелей. Они убегают через осыпающуюся стену пещеры с помощью Тафта, который искал Ника в парке. Они вчетвером проводят ночь в доме Тафта и возвращаются, чтобы навестить дом Пэтти на следующий день. Там они обнаруживают, что городские власти решили снести этот дом и уже приступили к работам. Размышляя, где им теперь жить, троица отправляются в парк, где начинают играть на детской площадке. Ник взбирается на горку и просит Бонди столкнуть его вниз. Вместо этого девушка впивается ногтями ему в живот, чтобы выпотрошить его. Делая это, она понимающе улыбается.

## В ролях
- Альдо Рэй[англ.] — Тафт
- Меено Пелусе[англ.] — Ник
- Тэмми Тейлор[6] — Бонди
- Барбара Бейн[7] — Пэтти • Трэй • жена Гриффита • Петранелла
- Роберт Гриббин[8] — Марк • Гэр
- Линнея Куигли[9] — мать Бонди, жена Гэра
- Лоренс Дэвид Фолдс[10] — парень в автомобиле (один из трёх парней-хиппи, который пытается изнасиловать Бонди)

Всего в титрах указаны более сорока́ актёров и актрис, но большинство из них малоизвестны, либо вовсе неизвестны зрителю.

## Производство и показ
Фильм был снят в Лос-Анджелесе. Это стало первой полнометражной лентой начинающего режиссёра Лоренса Дэвида Фолдса (в этой картине он также выступил продюсером и соавтором сценария).
Сценарий фильма написал малоизвестный сценарист Линвуд Чейз. История была частично вдохновлена серией исчезновений (в основном детей), которые произошли в течение XX века в парке Гриффит в Лос-Анджелесе.
Съёмки ленты прошли в январе 1979 года под рабочим названием «Убежище зла» (англ. Sanctuary of Evil). Бо́льшая часть картины была отснята в парке Гриффит (сцены в пещерах — в каньоне Бронсон) и на ранчо «Paramount».
Премьера фильма состоялась в марте 1979 года во Франции на Парижском кинофестивале фантастических фильмов. На родине картина впервые была показана лишь 11 сентября 1981 года. Позднее лента официально была показана в Мексике (1982 год) и Германии (1998 год, только по телевидению).
Бюджет фильма составил около 200 000 долларов, и за три года проката в США собрал кассу в 390 000 долларов.
Позднее актриса Линнея Куигли так сказала о съёмках: «Я отправила свою фотографию, мне позвонили, и я прочла роль этой женщины, которая вынашивает ребенка. Они должны были состарить меня, как будто она совсем взрослая и всё такое, а тогда у меня было настоящее детское личико, но они использовали худший макияж, и я выглядела так, словно на мне были пятна. Это было безумие. Это выглядело так плохо. Фильм был ужасен».
В 2006 году картина была выпущена на DVD в оригинальной режиссёрской версии без купюр.

## Критика и восприятие
Фильм был подвергнут судебному преследованию «за непристойности» в Великобритании и внесен в список «отвратительных видео» из-за его «насильственного содержания». Впрочем, через некоторое время он был полулегально выпущен на видеокассетах под другими названиями, такими как «Ночной сталкер» и «Проклятие живых мертвецов». В 2006 году Британский совет по классификации фильмов вычеркнул этот фильм из вышеуказанного списка, разрешив его к показу.
В общем реакция критиков на фильм была в основном негативной, и даже спустя десятилетия он привлекал комментаторов-киноведов из-за поднимаемых тем каннибализма, инцеста и педофилии.
Киноведы Дэвид Керекс и Дэвид Слейтер отмечают, что фильм «содержит различные темы каннибализма, инцеста и подсознательной педофилии». Они приводят в пример эпизод, в котором восьмилетний Ник пытается ощупать грудь Бонди, пока она спит; а также отмечают, что камера позволяет заглядывать актрисе Тэмми Тейлор под юбку. Также они предполагают, что персонаж Тафта — пожилой мужчина, который заводит дружбу с молодым Ником — намекает на педофильские отношения: «Он забирает маленького мальчика домой, где тот живёт один, и приглашает его остаться с ним как своего особого друга. Ближе к концу фильма трое молодых людей [юноша, девушка и мальчик] — Ковбой, Бонди и Ник — спят полуголыми в квартире Тафта, а он смотрит на это с улыбкой».
- Sun Sentinel[англ.]. «неаккуратная операторская работа и производственные ценности… всё в этом эксплуатационном фильме урезано, от фальшиво выглядящих париков до спецэффектов, достойных режиссёра-новичка. Актёрская игра ужасна, и режиссёр-продюсер Фолдс знает это, поэтому пытается заменить отсутствие драматизма интенсивными крупными планами, но безуспешно».
- Джо Боб Бриггс[англ.]. «Это лучший среди фильмов с аналогичным названием, например, таких как „Не заглядывайте в подвал[англ.]“ (1973)».
- AllMovie. «Есть плохие фильмы, а есть фильмы настолько плохие, что они поражают воображение. „Не приближайся к парку“ идеально подходит под эту категорию»[5].
- HorrorNews.net. «Фильм бестолковый, скучный, нелепое месиво, он просто бессмыслен во всех возможных смыслах»[13].
- DVD Talk. «Фильм по-настоящему ужасен и почти несмотрибелен… плохая актёрская игра, сюжет, отсутствие смысла и плохо исполненные кровавые сцены…»[12]
- The Terror Trap присудил фильму половину звезды из четырёх, назвав его «ужасным», и «похвалив» актёрскую игру, «неуклюжую ходьбу» и разрозненный сюжет[14].
- Bleeding Skull! «Фильм странный, неотразимый, а иногда невероятно глупый… В небюджетном[англ.] хламе есть тонкая грань между откровенной чёрствостью („Чёртов Божий акр“) и дружелюбной неряшливостью („Не приближайся к парку“)»[15].